# امانوئل پسولی
امانوئل پسولی (انگلیسی: Emanuele Pesoli؛ زادهٔ ۳۱ اوت ۱۹۸۰) بازیکن فوتبال اهل ایتالیا است.
از باشگاه‌هایی که در آن بازی کرده‌است می‌توان به باشگاه فوتبال هلاس ورونا، باشگاه فوتبال کارپی، باشگاه فوتبال آنکونا، باشگاه فوتبال چیتادلا، باشگاه فوتبال ونتزیا، باشگاه فوتبال روبور سیه‌نا، باشگاه فوتبال دلفینو پسکارا، باشگاه فوتبال ویچنزا، و باشگاه فوتبال وارزه اشاره کرد.